# Larians-et-Munans
Larians-et-Munans é uma comuna francesa na região administrativa de Borgonha-Franco-Condado, no departamento de Alto Sona. Estende-se por uma área de 2,5 km². Em 2010 a comuna tinha 270 habitantes (densidade: 108 hab./km²).